# 1084 (عدد)
1084 هو عدد صحيح، يلي العدد 1083 وويسبق العدد 1085.

## في الرياضيات

### خصائص
- عدد طبيعي.[3]
- عدد زوجي.[4][5]
- عدد موجب،[6] السالب منه هو -1084.[7]

## في التاريخ
- 1084 هـ هي سنة في التقويم الهجري.
- هي سنة 1084 م في التقويم الميلادي.

## وصلات خارجية
الأعداد الصاتمة، ديوان اللغة العربية.